# Jessica Samuelsson
Jessica Eva Katarina Samuelsson (født 30. januar 1992) er en svensk fodboldspiller, der spiller for Arsenal WFC og Sverige. I  vintersæsonen 2013–14 spillede hun for australske W-League klubben Melbourne Victory. Hun spiller som oftest som venstre back, men kan også spille på højre side.